# Muscar gulerat

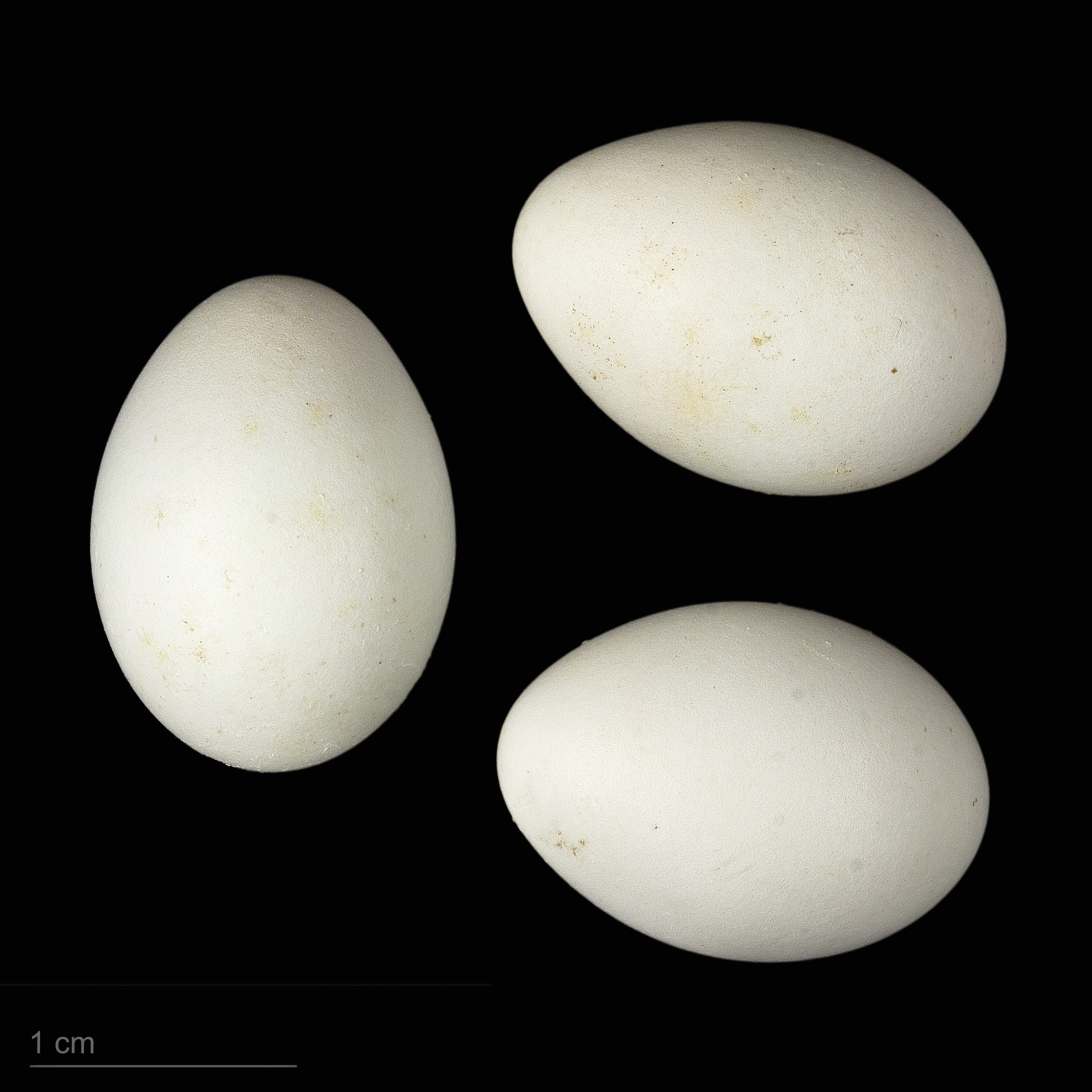
Ficedula albicollis - MHNT

Ficedula albicollis este o specie de pasăre din familia Muscicapidae. Uniunea Internațională pentru Conservarea Naturii a clasificat această specie ca fiind o specie neamenințată cu dispariția.